# 舊博霍羅恰內

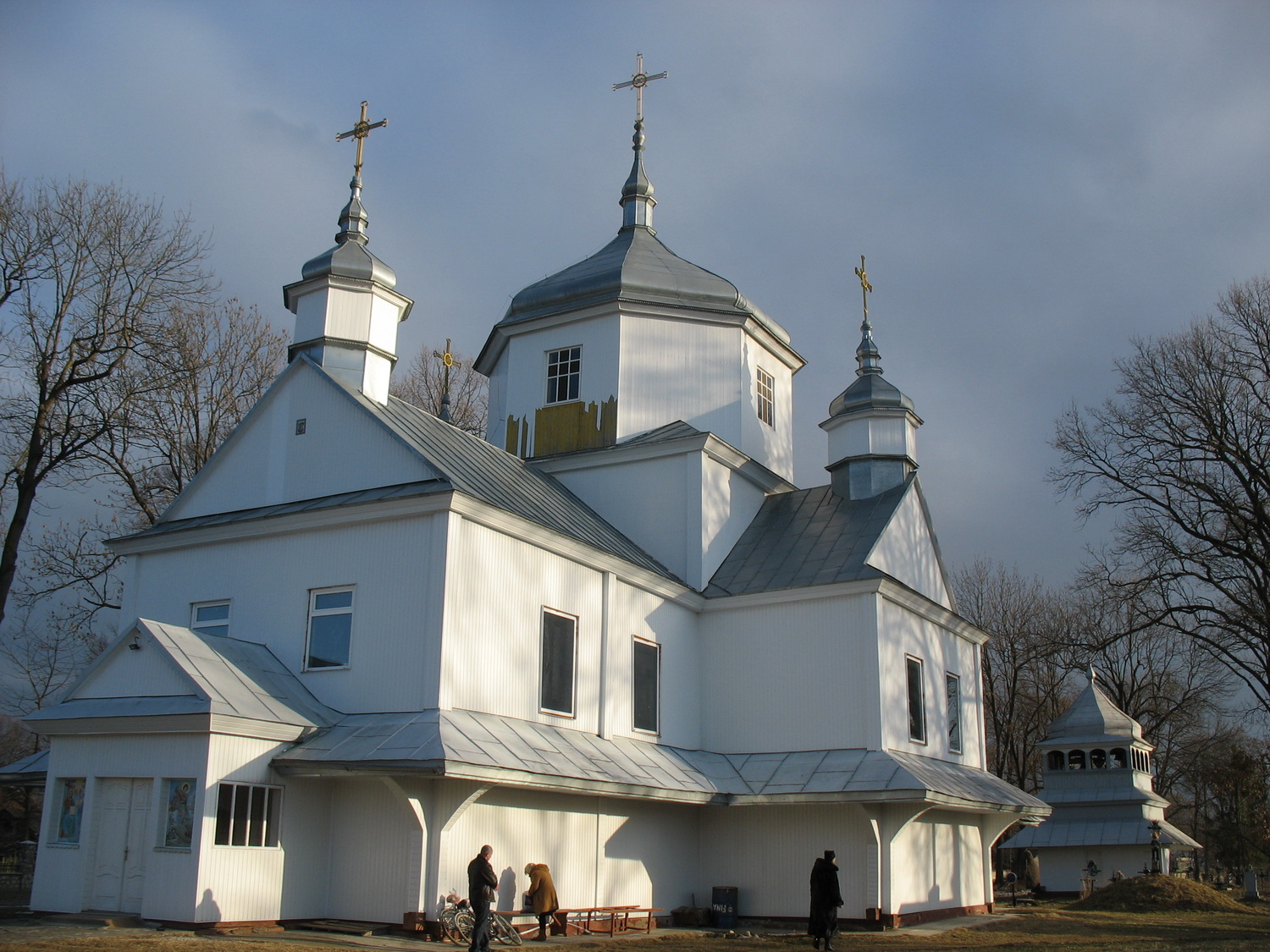
教堂

48°49′50″N 24°31′12″E / 48.83056°N 24.52000°E
舊博霍羅恰內（羅馬化：Bohorodchany）是烏克蘭西部伊萬諾-弗蘭科夫斯克州伊万诺-弗兰科夫斯克区旧博霍罗恰内市镇内的村落及其行政中心。面積32平方公里，2001年人口3,569人，人口密度每平方公里111.5人。